# Avegno-Gordevio

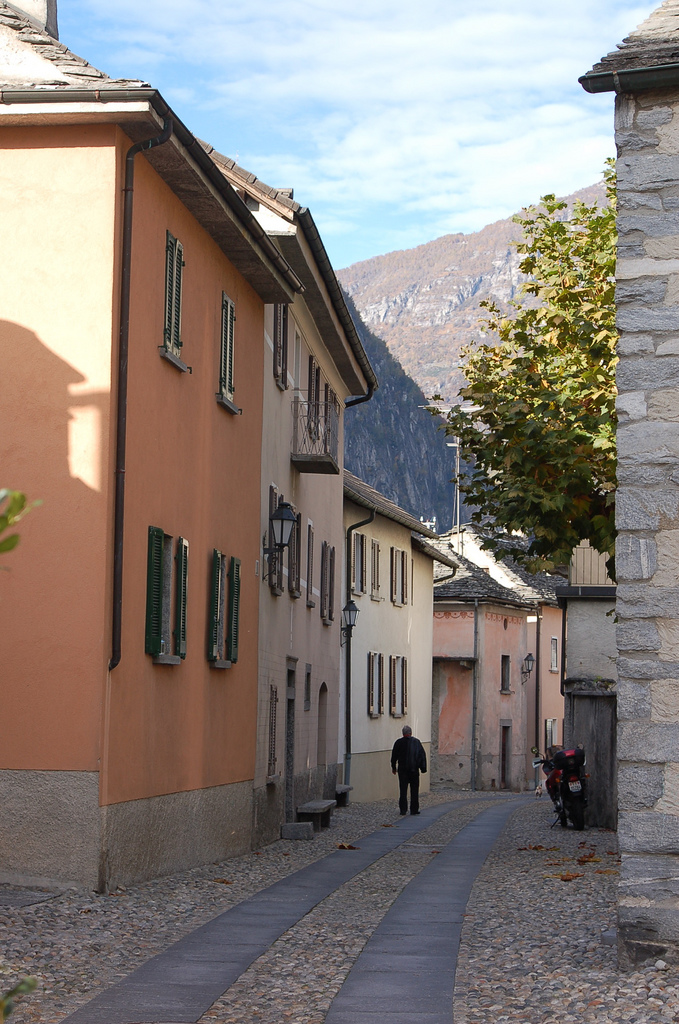
Avegno-Gordevio

Avegno-Gordevio es una comuna suiza del cantón del Tesino, situada en el distrito de Vallemaggia, círculo de Maggia. Limita al oeste y noroeste con la comuna de Maggia, al noreste con Brione (Verzasca) y Lavertezzo, al este con Corippo, Mergoscia, Brione sopra Minusio y Minusio, y al sur con Orselina, Locarno, Tegna y Verscio.
La comuna es el resultado de la fusión el 20 de abril de 2008 de las comunas de Avegno y Gordevio.

## Ciudades hermanadas
- Avegno.